# Daimler-Benz DB 603
A Daimler-Benz DB 603 egy nagy teljesítményű német repülőgépmotor volt, amit a második világháború időszakában gyártottak. Több német repülőgéptípushoz is alkalmazták és továbbiakhoz tervezték alkalmazni.

## Jellemzők-fejlesztések
A típus  egy 12 hengeres, fordított-V (függő-V) hengerelrendezésű, folyadékhűtéses motor volt.
Az új motor fő fejlesztése a lökettérfogat megnövelése volt. A típus a Daimler korábbi DB 601 motorján alapult, de a furatot és a lökethosszt is megnövelték. A furatot 150 mm-ről 162 mm-re, a lökethosszt 160 mm-ről 180 mm-re növelték. Így a lökettérfogat 33.9 literről 44.5 literre nőtt.
A típus emellett nagyobb teljesítményű feltöltő-rendszert kapott, ami így a feltöltő-rendszer méretezési-magasságát 5700 méterre növelte.
A 603-as emellett nagy nyomású hűtőrendszert kapott, ami 115 Celsius fokon üzemelt. A hűtőrendszerben víz-glikol keverék áramlott.
A típus hengersorainak a kompresszióviszonya különböző volt. A bal oldali hengersor kompresszióviszonya 7,3, míg a jobb oldali hengersoré 7,5 volt. Ennek az volt az oka, hogy a feltöltő-rendszer kialakítása miatt a hengereknek különböző mértékű volt a feltöltése.
A 100 oktános üzemanyagot használó verziók esetében a kompresszióviszony a bal oldali hengersor esetében 8,3, míg a jobb oldali esetében 8,5 volt.

## Alkalmazás
A típust leginkább kétmotoros repülőgépeken alkalmazták. Ezek közé tartozott a Heinkel He 219 éjszakai-vadászrepülőgép, a Dornier Do 217 bombázógép és a  Messerschmitt Me 410 kétmotoros romboló. Továbbá alkalmazni szándékozták a  Dornier Do 335 tandem-motoros vadászrepülőgépen is és a Focke-Wulf Ta 152 vadászrepülőgépen is.
A 603-asból összesen 8758 darabot gyártottak. Viszont kezdetben a gyártás üteme nem tudta kielégíteni az igényeket.
A DB 603 alkalmazását jelentős mértékben korlátozta, hogy a motor tömege jelentősen nagyobb volt, mint elődjének, a DB 601-nek. A DB 603 száraz tömege 920 kilogramm volt. Ennek következtében nem lehetett kisebb tömegű repülőgépeken alkalmazni, ami miatt nem véletlen, hogy elsősorban kétmotoros repülőgépeken alkalmazták. 

## Verziók
Az alapverzió az A volt. Annak 1750 PS (metrikus lóerő) volt a felszállóteljesítménye, a feltöltő-rendszerének a méretezési magassága pedig 5700 méter volt.
Az A,B,C és D verziók nagyon hasonlóak voltak, leginkább a reduktor áttételében különböztek.
A korai verziók közül az A,B,C verziók balforgásúak, míg a D,E,F verziók jobbforgásúak voltak.
Egy jelentősen tovább fejlesztett verzió az E volt, aminek a feltöltő-rendszerének a méretezési magassága 7400 méter volt. Az E verzió víz-metanol befecskendezéssel képes volt 2250 PS-re.
A G verzió 100 oktános üzemanyagot alkalmazott, felszállóteljesítménye 1900 PS volt.
Az egyik legfejlettebb verzió az L volt, aminek kétfokozatú-feltöltője volt utóhűtővel. Felszállóteljesítménye 2000 PS, a feltöltő-rendszer méretezési magassága 9200 méter volt.
Az N verziónál jelentősen mértékű szerkezeti változtatások voltak és növekedett a fordulatszám. Felszállóteljesítménye 2750 PS volt.
A felsorolt verziók közül az A, az E és a G kerültek biztosan alkalmazásba. Emellett a Luftwaffe az L verziót is alkalmazni szándékozta újabb repülőgépeken, például a Focke-Wulf Ta 152 vadászgépen. A Gersdorff-könyv szerint az L sorozatgyártásba került.